# The Secret Hospital
The Secret Hospital (também conhecido como Rampton, The Secret Hospital) é um documentário britânico de 1979 produzido por John Willis e exibido pela Yorkshire Television.
O filme discute o tratamento físico de pacientes no Rampton Hospital (perto de Retford, Nottinghamshire); um hospital de segurança máxima para os doentes e deficientes mentais.